# Guy Sternberg
Guy Sternberg (hebräisch גיא שטרנברג; geboren 1975 in Haifa) ist ein israelisch-österreichischer Musikproduzent, Toningenieur und Komponist.

## Frühes Leben und Ausbildung
Sternberg studierte an der Buchmann-Mehta-Musikschule in Tel Aviv und spezialisierte sich auf Kontrabass. Sein Lehrer war Gabriel Volé, Kontrabassist des Israel Philharmonic Orchestra. Außerdem studierte er Komposition bei Leon Schidlowsky. In den 1990er Jahren war Sternberg als Bassist und Produzent Teil der israelischen Band Spider Macher.

## Karriere
Im Jahr 1998 zog Sternberg nach Berlin. Er wurde nach Deutschland eingeladen um bei der Firma Fishtalk zu arbeiten und war als Musikproduzent im Studio Babelsberg in Potsdam tätig.
2002 gründete Guy Sternberg sein eigenes Tonstudio „LowSwing Studio“ in Berlin am Rosenthaler Platz. Das erste Album, das im LowSwing Studio aufgenommen wurde, war „Rose“ von Maximilian Hecker produziert von Gareth Jones für das Musiklabel Kitty-Yo. In den darauffolgenden Jahren war LowSwing Studio die Produktionsstädte von unter anderem 2RaumWohnung zum Album „Melancholisch schön“, Dota und die Stadtpiraten, Jimi Tenor „Beyond the Stars“ mit Musikern aus Fella Kuhtis Band. 2006 wollte Sternberg sein Studio vergrößern und zog mit LowSwing in die Greifswalder Straße in Berlin Prenzlauer Berg.
2008 lernte Sternberg Michael Wollny kennen und produzierte die Platte „Wunderkammer“, für die Wollny einen Echo gewann. Folgend produzierte Sternberg die Platte „Wasted and Wanted“ und „Ghosts“ von Michael Wollny. Zu verschiedenen Live-Konzerten waren die beiden auch gemeinsam auf der Bühne. Denn neben seiner Tätigkeit als Produzent und Toningenieur ist Sternberg am Synthesizer als Live-Musiker zu hören. Zum Beispiel an der Seite von Tamar Halperin. Andere Jazz-Musiker mit denen Sternberg im Studio arbeitete sind Kurt Rosenwinkel, Jean-Paul Brodbeck, Omer Klein, Gebhard Ullmann, Omer Hakim, Greg Cohen, Cansu Tanrıkulu.
Sternberg gilt als Spezialist dafür den authentischen Sound der 1950er und 60er im Studio einzufangen. Das gelingt ihm durch den Einsatz von Vintage-Equipment und zieht auch Musiker aus anderen Genres in sein Studio. Sternbergs Know-How in Mikrofonierung von Drums mit Vintage-Mikrofonen war bei Caspers 2011 erschienenem Album „XOXO“ gefragt. 2012 wird „Mit K“ von Kraftklub von Sternberg im LowSwing Studio aufgenommen.
Im Jahr 2015 erweiterte er seine berufliche Tätigkeit und gründete LowSwing Records, sein eigenes Plattenlabel, das sich der analogen Musikproduktion verschrieben hat. Alle Aufnahmen bei LowSwing Records werden ausschließlich auf analogem Bandmaterial gemacht, ohne den Einsatz von Computern oder digitalen Umwandlungsprozessen. Die Veröffentlichungen von LowSwing Records sind limitiert und zeichnen sich durch hochwertige Pressung aus.
Am 4. Juni 2021 stand das LowSwing Studio in der Greifswalder Straße in Flammen, wodurch Sternberg gezwungen war das Studio aufzugeben und als Freelancer in verschiedenen Studios Berlin zu arbeiten. Ein Teil seines alten Equipments konnte jedoch gerettet werden, weshalb er Ende 2023 im Tritonus Studio in Kreuzberg einen Regie-Raum bezog und das LowSwing Tonstudio wieder ein zuhause fand. Dort arbeitet Sternberg in der Regie wieder an seiner vintage Neve Konsole.

## Diskografie (Auszug)
- 2003: Rose, Maximilian Hecker (Kitty-Yo) – als Toningenieur
- 2004: Beyond the Stars, Jimi Tenor (Kitty-Yo) – als Toningenieur
- 2005: Lady Sleep, Maximilian Hecker (Kitty-Yo) – Produzent, Toningenieur & Mixing
- 2005: Melancholisch schön, 2RaumWohnung (it-sounds) – als Produzent & Toningenieur
- 2006: It's a brutal machine, Midnight Peacocks (Phonectore) – Produzent, Toningenieur & Mixing
- 2007: I am Falling now, Maximilian Hecker (Pocket-Music-China) – Produzent, Toningenieur & Mixing
- 2008: Augen Auf (Single), Sido (Aggro Berlin) – als Toningenieur
- 2009: Begone Dull Care, Junior Boys (Domino Records) – Toningenieur, Mixing
- 2009: Wunderkammer, Michael Wollny (ACT) – Produzent, Toningenieur, Mixing
- 2011: Easy EP, K-X-P (Melodic Records) – Mixing
- 2011: Blick aufs Mehr, Axel Prahl (Buschfunk) – als Toningenieur
- 2011: XOXO, Casper (Four music) – als Toningenieur
- 2012: mit K, Kraftklub (Universal) – als Toningenieur
- 2012: California 37, Train (Columbia Records)  – als Toningenieur
- 2012: Mount Washington, Mount Washington (Glitterhouse)  – als Produzent & Toningenieur
- 2013: Premiere, Prag (Týnská Records) – Toningenieur, Mixing
- 2013: Idle No More, King Khan & The Shrines (Merge Records) – Mixing
- 2013: The Strings Project, Sebastian Studnitzky (Contemplate Music) – als Toningenieur
- 2013: Kraniche, Bosse (Universal Music) – als Toningenieur
- 2014: Bye, Bela B. (B/splotation) – Toningenieur, Mixing
- 2014: Instrument, To Rococo Rot Feat. Arto Lindsay (City Slang) – als Toningenieur
- 2015: Boutique Western swing compositions, VOLK (livevolk) – Toningenieur, Mixing, Mastering
- 2015: In der Zuckerfabrik, Kante (Hook Music) – Produzent, Toningenieur, Mixing
- 2016: The Infinite You, Lion Sphere – Co-Produzent, Toningenieur & Mixing
- 2017: The LowSwing Sessions, Reema (LowSwing Records) – Produzent, Toningenieur, Mixing
- 2017: Hit the light, Ten Fé (PIAS) – als Toningenieur
- 2017: Life will see you know, Jens Lekman (Secretly Canadian) – als Toningenieur
- 2018: Port Almond, Port Almond (LowSwing Records) – Produzent, Toningenieur, Mixing
- 2018: Killing Tongue, Wedge (Heavy Psych Sound) – Toningenieur, Mixing
- 2019: Flood, Kreidler (Bureau B) – als Toningenieur
- 2019: Shining long after they're gone – Yael Nachshon Levin (LowSwing Records) – Produzent, Toningenieur, Mixing
- 2019: Proto, Holly Herndon (4AD) – als Toningenieur
- 2020: Memories Fade To Tape, Reema (LowSwing Records) – Produzent, Toningenieur, Mixing
- 2020: Nah, Alin Coen (Rough Trade) – als Toningenieur
- 2021: In Light, Alon Lotringer (LowSwing Records) – Produzent, Toningenieur, Mixing
- 2022: Player Piano, Daniel Lanois (Modern Recordings) – Dolby Atmos
- 2022: Ghosts, Michael Wollny Trio (ACT) – Produzent, Toningenieur & Mixing
- 2022: The Turning Year, Roger Eno (Deutsche Grammophon) – Dolby Atmos
- 2023: Evolution, Andreas Schaerer & Kalle Kalima (ACT) – Toningenieur, Mixing & Mastering
- 2023: Hit Parade, Roisin Murphy (Ninja Tune) – Dolby Atmos
- 2023: Before the Fall, Dan Peter Sundland's Home Stretch (AUT records) – Toningenieur, Mixing & Mastering
- 2024: The LowSwing Sessions, Fink (LowSwing Records) – Produzent, Toningenieur, Mixing, Mastering & Dolby Atmos
- 2024: In anderem Licht, Barbara Morgenstern (Staatsakt) – Produzent, Toningenieur, Mixing
- 2024: Perfect Day, Lori Lieberman – Produzent, Toningenieur & Mixing